# San Miguel del Arenal
San Miguel del Arenal är en ort i Mexiko.   Den ligger i kommunen Silao de la Victoria och delstaten Guanajuato, i den centrala delen av landet, 300 km nordväst om huvudstaden Mexico City. San Miguel del Arenal ligger 1 803 meter över havet och antalet invånare är 1 236.
Terrängen runt San Miguel del Arenal är platt åt sydväst, men åt nordost är den kuperad. Runt San Miguel del Arenal är det tätbefolkat, med 257 invånare per kvadratkilometer. Närmaste större samhälle är Silao, 8,0 km sydost om San Miguel del Arenal. Trakten runt San Miguel del Arenal består till största delen av jordbruksmark.